# Violettbröstad solfågel
Violettbröstad solfågel (Cinnyris chalcomelas) är en fågel i familjen solfåglar inom ordningen tättingar.

## Utbredning och systematik
Fågeln förekommer på savann i södra Somalia och östra Kenya. Den behandlas som monotypisk, det vill säga att den inte delas in i några underarter.

## Status
IUCN kategoriserar arten som livskraftig.